# Virgen de Cala
La virgen de Cala es la patrona y alcaldesa honoraria de Cala (Huelva) desde 1959. La actual imagen de la virgen de Cala es obra del imaginero Francisco Buizar Fernández. Fue bendecida el 4 de abril de 1962 y ha sido restaurada por Luis Álvarez Duarte. El día 8 de septiembre es el día de su festividad.

## Encabezado

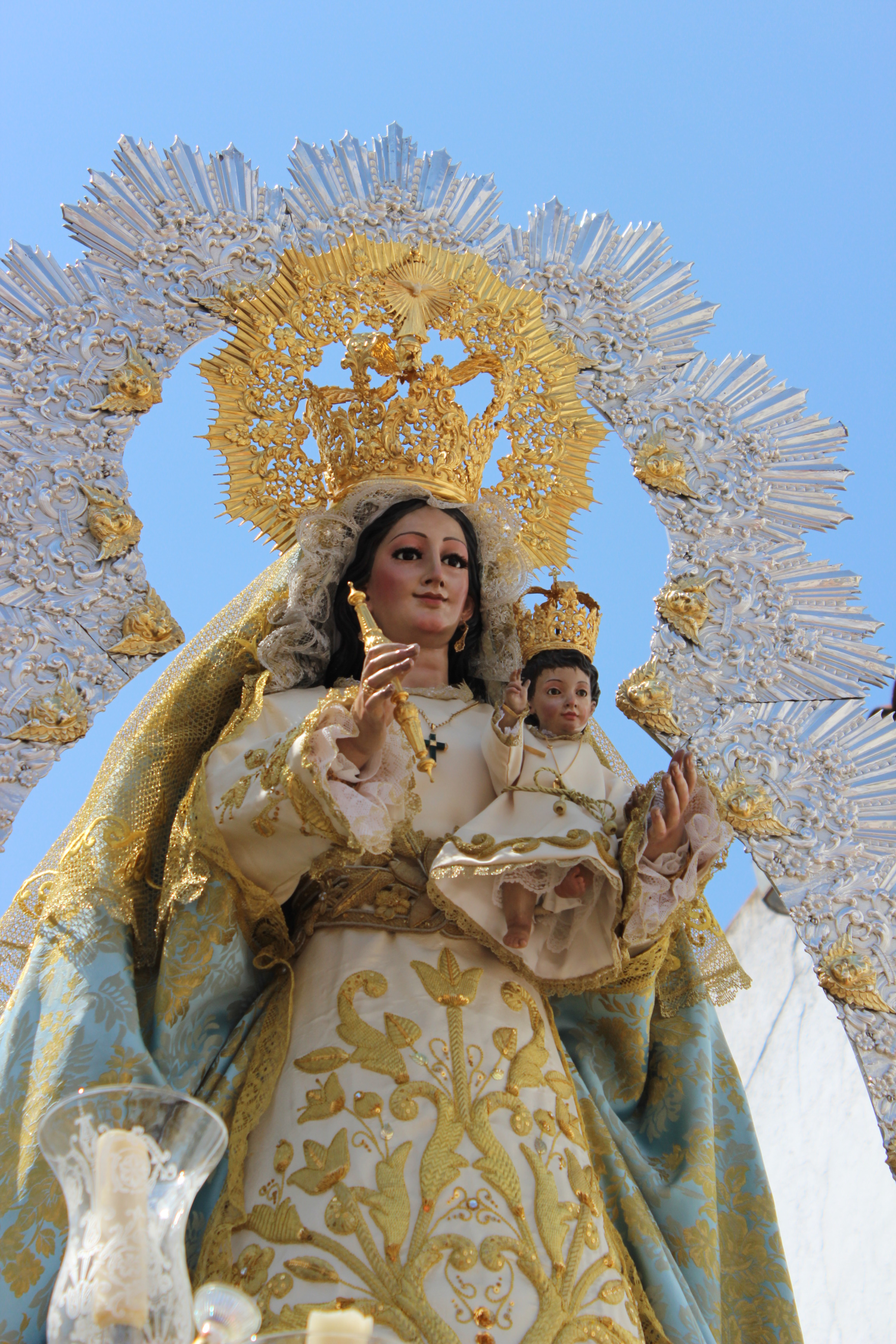
Virgen de Cala en su procesión de la mañana del 8 de septiembre

La virgen de Cala es patrona y alcaldesa honoraria desde (1959) de Cala. La actual imagen de la virgen de cala es obra del imaginero Francisco Buizar Fernández. Fue bendecida el (4 de abril de 1962) y ha sido restaurada por Luis Álvarez Duarte. La virgen tiene una novena del 30 de agosto al 7 de septiembre en su ermita, el día 8 de septiembre día de su festividad tiene lugar su función principal, pregón y posterior traslado a la iglesia de santa maría magdalena. Sobre las 9 de la noche la virgen vuelve a salir para visitar todas las calles de su pueblo al compás de la banda municipal y de los cohetes y bengalas que le acompañan toda la noche. La virgen vuelve a su ermita el último domingo de octubre. La primitiva hermandad se funda entre (1710-1716)

## Leyenda
Cuenta la leyenda, que en tiempos de los godos un pastor de la Villa, llevó a abrevar a sus ovejas a una laguna, que distaba tan sólo 500 metros del pueblo descubriendo, reflejada en el agua, una preciosa imagen de La Virgen con cara sonriente. El pastor la tomó y la guardó en su zurrón. Al llegar a su casa, la imagen no estaba. Volvió al día siguiente al mismo sitio con su rebaño y encontró La imagen. De nuevo la recogió y al llegar a su casa, lo mismo: La Sagrada Imagen había desaparecido. El pastor contó al párroco el suceso. Llamaron al alcalde y fueron los tres. La imagen estaba allí, en Su lugar. Decidieron construir una ermita en un lugar próximo, ya que la laguna no parecía el lugar más indicado. Pero, misteriosamente, la construcción se derrumbaba una y otra vez. La Virgen quería su ermita en la laguna. No cerca de la laguna. Por lo que decidieron construir su santuario a orillas de la laguna. En el lugar donde comenzaron a construir la ermita se erige una cruz blanca.